# Blijf zoals je bent
"Blijf zoals je bent" (português: "Continua a ser como és") foi a canção que representou os Países Baixos no Festival Eurovisão da Canção 1989, interpretada em neerlandês por Justine (nome verdadeiro: Anneke Pelmelay). Foi a quarta canção a ser interpretada na noite do evento, a seguir à canção irlandesa "The Real Me", cantada por Kiev Connolly & The Missing Passengers e antes da canção turca ""Bana bana", interpretada pela banda Pan. No final, a canção neerlandesa terminou em 15.º lugar (entre 22 países participantes), tendo recebido um total de 45 pontos.

## Autores
- Letra: Cees Bergman, Geertjan Hessing, Aart Mol, Erwin van Prehn,e Elmer Veerhoff.
- Música: Jan Kisjes
- Compositor: Harry van Hoof

## Versões
Justine gravou esta canção também nestes idioma:
- Língua inglesa: "Stay the way you are"
- malaio: "Hanya engkau saja"

## Letra
A canção é uma balada de amor, com Justine explicando ao seu amado o que ele significa para ela. Ela descreve o início do seu relacionamento amoroso e diz-lhe para se manter como é e não se modificar.